# Liste des Premiers ministres roumains
Liste des Premiers ministres roumains depuis l'unification de la Moldavie et de la Valachie (1862) par Alexandru Ioan Cuza. Le chef du gouvernement portait le titre de président du Conseil des ministres (en roumain : Președintele Consiliului de Miniștri) jusqu'en 1947.

## Principautés unies de Moldavie et de Valachie (1862-1881)
| Portrait | Portrait | Nom                                      | Date             | Date             | Note    | Parti               |
| -------- | -------- | ---------------------------------------- | ---------------- | ---------------- | ------- | ------------------- |
|          |          | Barbu Catargiu (1807–1862)               | 22 janvier 1862  | 8 juin 1862      |         | Conservateur        |
|          |          | Apostol Arsache (1789–1869)              | 8 juin 1862      | 23 juin 1862     | intérim | Conservateur        |
|          |          | Nicolae Crețulescu (1812–1900)           | 24 juin 1862     | 11 octobre 1863  |         | Libéral modéré      |
|          |          | Mihail Kogălniceanu (1817–1891)          | 11 octobre 1863  | 26 janvier 1865  |         | Libéral modéré      |
|          |          | Constantin Bosianu (1815–1882)           | 26 janvier 1865  | 14 juin 1865     |         | Libéral modéré      |
|          |          | Nicolae Crețulescu (2e fois) (1812–1900) | 14 juin 1865     | 11 février 1866  |         | Libéral modéré      |
|          |          | Prince Ion Ghica (1816–1897)             | 11 février 1866  | 10 mai 1866      |         | Libéral modéré      |
|          |          | Lascăr Catargiu (1823-1899)              | 11 mai 1866      | 13 juillet 1866  |         | Conservateur        |
|          |          | Prince Ion Ghica (2e fois) (1816–1897)   | 15 juillet 1866  | 21 février 1867  |         | Libéral modéré      |
|          |          | Constantin A. Crețulescu (1809–1884)     | 1er mars 1867    | 5 août 1867      |         | Libéral radical     |
|          |          | Ștefan Golescu (1809–1874)               | 17 août 1867     | 29 avril 1868    |         | Libéral radical     |
|          |          | Nicolae Golescu (1809–1877)              | 12 mai 1868      | 16 novembre 1868 |         | Libéral radical     |
|          |          | Prince Dimitrie Ghica (1816–1897)        | 16 novembre 1868 | 27 janvier 1870  |         | Conservateur modéré |
|          |          | Alexandru G. Golescu (1819–1881)         | 2 février 1870   | 18 avril 1870    |         | Libéral modéré      |
|          |          | Manolache Costache Epureanu (1823–1880)  | 20 avril 1870    | 14 décembre 1870 |         | Conservateur        |
|          |          | Prince Ion Ghica (3e fois) (1816–1897)   | 18 décembre 1870 | 11 mars 1871     |         | Libéral modéré      |
|          |          | Lascăr Catargiu (2e fois) (1823–1899)    | 11 mars 1871     | 30 mars 1876     |         | Conservateur        |
|          |          | Emanoil Ion Florescu (1818–1893)         | 4 avril 1876     | 26 avril 1876    |         | Conservateur        |
|          |          | Manolache Costache Epureanu (1823–1880)  | 6 mai 1876       | 23 juillet 1876  |         | PNL                 |
|          |          | Ion Brătianu (1821–1891)                 | 24 juillet 1876  | 9 avril 1881     |         | PNL                 |

## Royaume de Roumanie (1881-1947)
| Portrait | Portrait | Nom                                                       | Date              | Date              | Parti                                   |
| -------- | -------- | --------------------------------------------------------- | ----------------- | ----------------- | --------------------------------------- |
|          |          | Dimitrie Brătianu (1818-1892)                             | 10 avril 1881     | 8 juin 1881       | PNL                                     |
|          |          | Ion Brătianu (2e fois) (1821-1891)                        | 9 juin 1881       | 20 mars 1888      | PNL                                     |
|          |          | Theodor Rosetti (1837-1923)                               | 23 mars 1888      | 22 mars 1889      | Parti conservateur (en) (PC)            |
|          |          | Lascăr Catargiu (3e fois) (1823-1899)                     | 29 mars 1889      | 3 novembre 1889   | Parti conservateur (en) (PC)            |
|          |          | Gheorghe Manu (1833-1911)                                 | 5 novembre 1889   | 15 février 1891   | Parti conservateur (en) (PC)            |
|          |          | Emanoil Ion Florescu (2e fois) (1819-1893)                | 21 février 1891   | 11 novembre 1891  | Parti conservateur (en) (PC)            |
|          |          | Lascăr Catargiu (4e fois) (1823-1899)                     | 21 novembre 1891  | 3 octobre 1895    | Parti conservateur (en) (PC)            |
|          |          | Dimitrie Alexandru Sturdza (1833-1914)                    | 4 octobre 1895    | 21 novembre 1896  | PNL                                     |
|          |          | Petre S. Aurelian (1833-1909)                             | 21 novembre 1896  | 26 mars 1897      | PNL                                     |
|          |          | Dimitrie Alexandru Sturdza (2e fois) (1833-1914)          | 31 mars 1897      | 30 mars 1899      | PNL                                     |
|          |          | Prince Georges Grégoire Cantacuzène (1832-1913)           | 11 avril 1899     | 7 juillet 1900    | PC                                      |
|          |          | Petre P. Carp (1837-1919)                                 | 7 juillet 1900    | 13 mars 1901      | PC                                      |
|          |          | Dimitrie Alexandru Sturdza (3e fois) (1833-1914)          | 14 février 1901   | 20 décembre 1904  | PNL                                     |
|          |          | Prince Georges Grégoire Cantacuzène (2e fois) (1832-1913) | 22 décembre 1904  | 12 mars 1907      | PC                                      |
|          |          | Dimitrie Alexandru Sturdza (4e fois) (1833-1914)          | 12 mars 1907      | 27 décembre 1908  | PNL                                     |
|          |          | Ion I. C. Brătianu (1864-1927)                            | 27 décembre 1908  | 28 décembre 1910  | PNL                                     |
|          |          | Petre P. Carp (2e fois) (1837-1919)                       | 29 décembre 1910  | 27 mars 1912      | PC                                      |
|          |          | Titu Maiorescu (1840-1917)                                | 28 mars 1912      | 31 décembre 1913  | PC                                      |
|          |          | Ion I. C. Brătianu (2e fois) (1864-1927)                  | 4 janvier 1914    | 26 janvier 1918   | PNL                                     |
|          |          | Alexandru Averescu (1859-1938)                            | 29 janvier 1918   | 27 février 1918   | Mil.                                    |
|          |          | Alexandru Marghiloman(1854-1925)                          | 5 mars 1918       | 24 octobre 1918   | PC                                      |
|          |          | Constantin Coandă (1857-1932)                             | 24 octobre 1918   | 29 novembre 1918  | Mil.                                    |
|          |          | Ion I. C. Brătianu (3e fois) (1864-1927)                  | 29 novembre 1918  | 27 septembre 1919 | PNL                                     |
|          |          | Artur Văitoianu (1864-1956)                               | 27 septembre 1919 | 28 novembre 1919  | Mil.                                    |
|          |          | Alexandru Vaida-Voevod (1872-1950)                        | 1er décembre 1919 | 13 mars 1920      | Parti national roumain (en) (PNR)       |
|          |          | Alexandru Averescu (2e fois) (1859-1938)                  | 13 mars 1920      | 13 décembre 1921  | Parti populaire (en) (PP)               |
|          |          | Demetriu Ionescu (1858-1922)                              | 17 décembre 1921  | 17 janvier 1922   | Parti conservateur-démocrate (en) (PCD) |
|          |          | Ion I. C. Brătianu (4e fois) (1864-1927)                  | 19 janvier 1922   | 27 mars 1926      | PNL                                     |
|          |          | Alexandru Averescu (3e fois) (1859-1938)                  | 30 mars 1926      | 4 juin 1927       | PP                                      |
|          |          | Prince Barbu Știrbei (1872-1946)                          | 4 juin 1927       | 20 juin 1927      | Sans                                    |
|          |          | Ion I. C. Brătianu (5e fois) (1864-1927)                  | 21 juin 1927      | 24 novembre 1927  | PNL                                     |
|          |          | Vintilă Brătianu (1867-1930)                              | 24 novembre 1927  | 3 novembre 1928   | PNL                                     |
|          |          | Iuliu Maniu (1873-1953)                                   | 10 novembre 1928  | 7 juin 1930       | PNȚ                                     |
|          |          | Gheorghe Mironescu (1874-1949)                            | 7 juin 1930       | 8 juin 1930       | PNȚ                                     |
|          |          | Iuliu Maniu (2e fois) (1873-1953)                         | 13 juin 1930      | 8 octobre 1930    | PNȚ                                     |
|          |          | Gheorghe Mironescu (2e fois) (1874-1949)                  | 10 octobre 1930   | 4 avril 1931      | PNȚ                                     |
|          |          | Nicolae Iorga (1871-1940)                                 | 18 avril 1931     | 31 mai 1932       | Parti nationaliste-démocrate (en) (PND) |
|          |          | Alexandru Vaida-Voevod (2e fois) (1872-1950)              | 6 juin 1932       | 17 octobre 1932   | PNȚ                                     |
|          |          | Iuliu Maniu (3e fois) (1873-1953)                         | 20 octobre 1932   | 12 janvier 1933   | PNȚ                                     |
|          |          | Alexandru Vaida-Voevod (3e fois) (1872-1950)              | 14 janvier 1933   | 9 novembre 1933   | PNȚ                                     |
|          |          | Ion Duca (1879-1933)                                      | 14 novembre 1933  | 29 décembre 1933  | PNL                                     |
|          |          | Constantin Angelescu (1869-1948)                          | 29 décembre 1933  | 3 janvier 1934    | PNL                                     |
|          |          | Gheorghe Tătărescu (1886-1957)                            | 5 janvier 1934    | 28 décembre 1937  | PNL                                     |
|          |          | Octavian Goga (1881-1938)                                 | 28 décembre 1937  | 10 février 1938   | Parti national chrétien (en) (PNC)      |
|          |          | Miron Cristea (1868-1939)                                 | 10 février 1938   | 6 mars 1939       | Sans                                    |
|          |          | Armand Călinescu (1893-1939)                              | 7 mars 1939       | 21 septembre 1939 | Front de la renaissance nationale (FRN) |
|          |          | Gheorghe Argeșanu (1883-1940)                             | 21 septembre 1939 | 28 septembre 1939 | Front de la renaissance nationale (FRN) |
|          |          | Constantin Argetoianu (1871-1955)                         | 28 septembre 1939 | 23 novembre 1939  | Front de la renaissance nationale (FRN) |
|          |          | Gheorghe Tătărescu (2e fois) (1886-1957)                  | 24 novembre 1939  | 4 juillet 1940    | Front de la renaissance nationale (FRN) |
|          |          | Ion Gigurtu (1886-1959)                                   | 4 juillet 1940    | 4 septembre 1940  | Front de la renaissance nationale (FRN) |
|          |          | Ion Antonescu (1882-1946)                                 | 6 septembre 1940  | 23 août 1944      | Mil.                                    |
|          |          | Constantin Sănătescu (1885-1947)                          | 23 août 1944      | 6 décembre 1944   | Mil.                                    |
|          |          | Nicolae Rădescu (1874-1953)                               | 6 décembre 1944   | 28 février 1945   | Mil.                                    |
|          |          | Petru Groza (1884-1958)                                   | 6 mars 1945       | 29 décembre 1947  | FP                                      |

## République populaire roumaine (1947-1965) et république socialiste de Roumanie (1965-1989)
| Portrait | Portrait | Nom                                | Dates            | Dates            | Parti                          |
| -------- | -------- | ---------------------------------- | ---------------- | ---------------- | ------------------------------ |
|          |          | Petru Groza (1884-1958)            | 30 décembre 1947 | 2 juin 1952      | Front des laboureurs (FP)      |
|          |          | Gheorghe Gheorghiu-Dej (1901-1965) | 2 juin 1952      | 3 octobre 1955   | Parti communiste roumain (PCR) |
|          |          | Chivu Stoica (1908-1975)           | 3 octobre 1955   | 21 mars 1961     | Parti communiste roumain (PCR) |
|          |          | Ion Gheorghe Maurer (1902-2000)    | 21 mars 1961     | 28 mars 1974     | Parti communiste roumain (PCR) |
|          |          | Manea Mănescu (1916-2009)          | 28 mars 1974     | 30 mars 1979     | Parti communiste roumain (PCR) |
|          |          | Ilie Verdeț (1925-2001)            | 30 mars 1979     | 21 mai 1982      | Parti communiste roumain (PCR) |
|          |          | Constantin Dăscălescu (1923-2003)  | 21 mai 1982      | 22 décembre 1989 | Parti communiste roumain (PCR) |

## Roumanie (depuis 1989)
| Portrait | Portrait | Nom                              | Investiture      | Fin du mandat    | Note    | Parti           |
| -------- | -------- | -------------------------------- | ---------------- | ---------------- | ------- | --------------- |
|          |          | Petre Roman (1946)               | 26 décembre 1989 | 1er octobre 1991 |         | FSN             |
|          |          | Theodor Stolojan (1943)          | 1er octobre 1991 | 4 novembre 1992  |         | FSN             |
|          |          | Nicolae Văcăroiu (1943)          | 4 novembre 1992  | 12 décembre 1996 |         | FDSN/PDSR       |
|          |          | Victor Ciorbea (1953)            | 12 décembre 1996 | 30 mars 1998     |         | PNȚCD           |
|          |          | Gavril Dejeu (1932)              | 30 mars 1998     | 15 avril 1998    | intérim | PNȚCD           |
|          |          | Radu Vasile (1942-2013)          | 15 avril 1998    | 14 décembre 1999 |         | PNȚCD           |
|          |          | Alexandru Athanasiu (1955)       | 14 décembre 1999 | 22 décembre 1999 | intérim | PSDR            |
|          |          | Mugur Isărescu (1949)            | 22 décembre 1999 | 28 décembre 2000 |         | Indépendant     |
|          |          | Adrian Năstase (1950)            | 28 décembre 2000 | 21 décembre 2004 |         | PDSR/PSD        |
|          |          | Eugen Bejinariu (1959)           | 21 décembre 2004 | 29 décembre 2004 | intérim | PSD             |
|          |          | Călin Popescu-Tăriceanu (1952)   | 29 décembre 2004 | 22 décembre 2008 |         | PNL             |
|          |          | Emil Boc (1966)                  | 22 décembre 2008 | 6 février 2012   |         | PDL             |
|          |          | Cătălin Predoiu (1968)           | 6 février 2012   | 9 février 2012   | intérim | Indépendant     |
|          |          | Mihai Răzvan Ungureanu (1968)    | 9 février 2012   | 7 mai 2012       |         | Indépendant     |
|          |          | Victor Ponta (1972)              | 7 mai 2012       | 22 juin 2015     |         | PSD             |
|          |          | Gabriel Oprea (1961)             | 22 juin 2015     | 9 juillet 2015   | intérim | UNPR            |
|          |          | Victor Ponta (2e fois) (1972)    | 9 juillet 2015   | 29 juillet 2015  |         | PSD             |
|          |          | Gabriel Oprea (2e fois) (1961)   | 29 juillet 2015  | 10 août 2015     | intérim | UNPR            |
|          |          | Victor Ponta (3e fois) (1972)    | 10 août 2015     | 5 novembre 2015  |         | PSD             |
|          |          | Sorin Cîmpeanu (1968)            | 5 novembre 2015  | 17 novembre 2015 | intérim | ALDE            |
|          |          | Dacian Cioloș (1969)             | 17 novembre 2015 | 4 janvier 2017   |         | Indépendant     |
|          |          | Sorin Grindeanu (1973)           | 4 janvier 2017   | 29 juin 2017     |         | PSD/indépendant |
|          |          | Mihai Tudose (1967)              | 29 juin 2017     | 16 janvier 2018  |         | PSD             |
|          |          | Mihai Fifor (1970)               | 16 janvier 2018  | 29 janvier 2018  | intérim | PSD             |
|          |          | Viorica Dăncilă (1963)           | 29 janvier 2018  | 4 novembre 2019  |         | PSD             |
|          |          | Ludovic Orban (1963)             | 4 novembre 2019  | 7 décembre 2020  |         | PNL             |
|          |          | Nicolae Ciucă (1963)             | 7 décembre 2020  | 23 décembre 2020 | intérim | PNL             |
|          |          | Florin Cîțu (1972)               | 23 décembre 2020 | 25 novembre 2021 |         | PNL             |
|          |          | Nicolae Ciucă (2e fois) (1967)   | 25 novembre 2021 | 12 juin 2023     |         | PNL             |
|          |          | Cătălin Predoiu (2e fois) (1968) | 12 juin 2023     | 15 juin 2023     | intérim | PNL             |
|          |          | Marcel Ciolacu (1967)            | 15 juin 2023     | 6 mai 2025       |         | PSD             |
|          |          | Cătălin Predoiu (3e fois) (1968) | 6 mai 2025       | 23 juin 2025     | intérim | PNL             |
|          |          | Ilie Bolojan (1969)              | 23 juin 2025     | en fonction      |         | PNL             |

### Records
- Premier ministre ayant exercé le mandat le plus long : Ion Gheorghe Maurer (13 ans).
- Premier ministre ayant exercé l'intérim le plus long: Catalin Predoiu
- Premier ministre ayant exercé le mandat le plus court :  (? jours).
- Premier ministre ayant exercé le plus de mandants : Ion I. C. Brătianu (5 mandats).
- Premier ministre le plus jeune au moment de sa nomination : (à ?  ans).
- Premier ministre le plus vieux au moment de sa nomination :  (à ? ans).
- Premier ministre mort le plus jeune : (à ?  ans).
- Premier ministre mort le plus âgé: Ion Gheorghe Maurer (à 97 ans).